# Kakameganula holmi
Genre
Synonymes
- Kakamega Dawidowicz & Wesołowska, 2016 nec Mann, Burton & Lennerstedt, 1978

Espèce
Synonymes
- Kakamega holmi Dawidowicz & Wesołowska, 2016

Kakameganula holmi, unique représentant du genre Kakameganula, est une espèce d'araignées aranéomorphes de la famille des Salticidae.

## Distribution
Cette espèce se rencontre au Kenya, en Ouganda et au Mozambique.
La carapace du mâle holotype mesure 1,8 mm de long sur 1,6 mm et la carapace de la femelle paratype 1,7 mm de long sur 1,4 mm et l'abdomen 2,3 mm de long sur 1,9 mm.

## Systématique et taxinomie
Cette espèce a été décrite sous le protonyme Kakamega holmi par Dawidowicz et Wesołowska en 2016. Kakamega Dawidowicz & Wesołowska, 2016 étant préoccupé par Kakamega Mann, Burton et Lennerstedt, 1978, il est remplacé par Kakameganula par Wesołowska en 2020.

## Étymologie
Cette espèce est nommée en l'honneur d'Åke Holm.

## Publications originales
- Dawidowicz & Wesołowska, 2016 : « Jumping spiders (Araneae: Salticidae) of Kenya collected by Åke Holm. » Annales Zoologici, vol. 66, no 3, p. 437-466.
- Wesołowska, 2020 : « Kakameganula, a new name for the preoccupied Kakamega Dawidowicz & Wesołowska, 2016 (Araneae: Salticidae). » Zootaxa, no 4722(5), p. 500.